# Eodorcadion carinatum
Eodorcadion carinatum es una especie de escarabajo longicornio de la subfamilia Lamiinae. Fue descrita científicamente por Fabricius en 1781.
Se distribuye por Kazajistán y Rusia (Siberia). Mide 12,7-18,8 milímetros de longitud. El período de vuelo ocurre en los meses de junio, julio, agosto y septiembre.